# Hørsholm Kirkegård
55°52′14.06″N 12°30′16.01″Ø / 55.8705722°N 12.5044472°Ø
Hørsholm Kirkegård er en kirkegård beliggende i Hørsholm.
På en plan over købstaden Hirschholm udarbejdet af arkiktekten Nicolai Eigtved i 1737 er der afsat en plads til Hørsholm Kirkegård ved siden af det daværende rådhus. Men på grund af købstadens langsomme vækst blev opførelsen af en kirke i byen udskudt. I 1784 blev Hirscholm lagt ind under Søllerød Sogn og slotskapellet i Hirschholm Slot blev byens sognekirke. I 1790 blev Hirscholm et selvstændigt sogn. Kapellet i slottet fungerede som byens sognekirke indtil 1820, da en større kirke blev opført.
Man havde imidlertid været nødt til at anlægge kirkegården på en mark i det nordøstlige hjørne af Gøgevangen, da slotskirken med sin placering på en lille holm ikke havde plads til en kirkegård. Jorden blev udlagt 11. november 1801 ved kongelig resolution, men først overgivet til Hirschholm menighed i 1807. Jordstykket havde oprindeligt tilhørt Christian 7.s lærer Elie Salomon François Reverdil. Reverdil havde haft planer om at anlægge en gård efter schweizisk mønster på stedet, men havde måtte opgive planerne efter Johann Friedrich Struensees fald.
Kirkegårdsgangene blev anlagt i nord-sydlig retning således at gravene efter traditionen vendte mod øst. Kirkegården blev allerede udvidet i 1826. Det skete sandsynligvis fordi kirkegården var blevet opfyldt af døde soldater først i forbindelse med englændernes besættelse af området under landsætningen 1807, dernæst de danske soldater som under kronprins Christian var indkvarteret i området i 1809. Den præcise placering af soldatergravene er dog i dag ukendt, muligvis ligger der 100 engelske soldater begravet under den høj der ifølge traditionen kaldes Englænderhøj.
Kirkegården er siden blev udvidet flere gange, i hhv 1848, 1887, 1919, 1937, 1960 og 1979. Men stengærdet omkring det der var den oprindelige kirkegård kan endnu ses.
På kirkegården er bl.a. et kapel tegnet af arkitekt Chresten Borch, som blev opført i 1929. Det forrige kapel blev indrettet til kirkegårdskontor. Kapellet har egen klokke som oprindeligt stammede fra Rungsted Kirke der i 1958 udskiftede sine klokker. Denne blev udskiftet i 1990.Desuden er der en materialgård som blev opført 1971.
På kirkegården findes et monument som er minde over de faldne fra egnen i Treårskrigen og 2. Slesvigske Krig.

## Kendte begravet på Hørsholm Kirkegård
| - Monna Ry Andersen - Piotr Baro - Kay Bojesen - Martin Borch - H.C. Branner - José Bresciani - P.M. Daell - Marie Dinesen - Thomas Dinesen - Wilhelm Dinesen - Arnoldus von Falkenskiold - Per Federspiel - Flemming Grut - Halldor Gunnløgsson - Michael Hansen - Poul Hartling - Simon P. Henningsen | - Stig Husted-Andersen - Holger H. Jerichau - Jens Adolf Jerichau - Einar Juhl - Lauge Koch - Rudolf Koreska - Torben W. Langer - Lau Lauritzen junior - Alfred Lehmann - Inge Lehmann - Georg Lerche - Harald Madsen - Ebbe Mogensen - Kate Mundt - Inga Nielsen - Jens Nielsen - Knud Nielsen | - Fredie Pedersen - Kjeld Philip - Laura Ragoczy - Valerius Ragoczy - Holger Scheuermann - Erik Sommerfeldt - Simon Spies - Johan Otto von Spreckelsen - Carl Stockholm-Borresen - Ellen Margrethe Stockholm-Borresen - Thomas Thaarup - Birgitte Tufte - A.H. Vedel - Aage Wiltrup |